# Steinway & Sons
Steinway & Sons, også kendt som Steinway, (udtale: [ˈstaɪnweɪ]  Lyt ?) er en tysk-amerikansk flygel- og klavervirksomhed, grundlagt 5. marts 1853 på Manhattan i New York City af den tyske instrumentmager Heinrich Engelhard Steinweg (senere kendt som Henry E. Steinway). Steinways ansatte var hovedsageligt tyske immigranter. Virksomhedens vækst førte til etablering af en fabrik i Queens og en fabrik i Hamborg. Fabrikken i Queens leverer til Amerika, og fabrikken i Hamborg leverer til resten af verden.
Steinway er blevet beskrevet som en prominent flygel- og klavervirksomhed, der er kendt for at fremstille håndlavede flygler af høj kvalitet.
Virksomheden står bag mange opfindelser inden for konstruktionen af flygler, og Steinway er blevet tildelt 126 patenter inden for flygelkonstruktion; det første patent i 1857.
Steinway-flygler har vundet mange priser og medaljer. En af de første er en guldmedalje i 1855 ved American Institute Fair i New York Crystal Palace. I årene 1855-62 modtog Steinways flygler 35 guldmedaljer. Flere priser og medaljer fulgte, bl.a. tre medaljer på verdensudstillingen Exposition Universelle i 1867 i Paris.
Steinway-flygler fremstilles i syv modeller, og priserne i Danmark er fra 850.000 kr. (for den mindste model) til 2.400.000 kr. (for den største model).

## Historie

### Grundlæggelse og vækst
Heinrich Engelhard Steinweg byggede først flygler og klaverer i 1820'erne i sit hus i Seesen i Tyskland. I 1839 deltog han med tre klaverer i en udstilling i Braunschweig og vandt guldmedalje. Han lavede flygler og klaverer under navnet Steinweg, indtil han emigrerede fra Tyskland til Amerika i 1850 med sin kone og otte af deres ni børn. Sønnen Christian Friedrich Theodor Steinweg forblev i Tyskland og fortsatte produktionen af Steinweg-flygler og -klaverer.
Heinrich Engelhard Steinweg grundlagde Steinway & Sons i 1853. Hans første værksted i Amerika var i et lille loftsrum på bagsiden af Varick Street 85 på Manhattan i New York City. Det første instrument fremstillet af Steinway & Sons fik produktionsnummeret 483, fordi Heinrich Engelhard Steinweg havde bygget 482 flygler og klaverer i Tyskland før grundlæggelsen af Steinway & Sons. Nummer 483 blev solgt til en familie i New York for $500 dollars, og det er i dag udstillet på det tyske museum Städtisches Museum Seesen i Seesen – byen hvor Heinrich Engelhard Steinweg boede, før han rejste til Amerika. Et år senere steg efterspørgslen på Steinways instrumenter, og virksomheden flyttede til større lokaler på Walker Street 82-88 på Manhattan. Det var først i 1864, at familien ændrede sit navn fra Steinweg til Steinway.
I 1860'erne byggede Steinway en ny fabrik og et tømmerværft. 350 mænd arbejdede nu ved Steinway, og produktionen steg fra 500 til 1.800 flygler og klaverer pr. år. De ansatte var hovedsageligt tyske immigranter, og virksomhedens officielle sprog var tysk. Flyglerne og klavererne gennemgik mange væsentlige forbedringer gennem opfindelser gjort både på Steinways fabrik og andre steder i industrien. Opfindelserne var baseret på nye teknikker og videnskabelig forskning samt udvikling i forståelsen af lyd. Næsten halvdelen af virksomhedens 126 patenterede opfindelser blev gjort af første og anden generation af Steinway-familien. Snart vandt Steinways flygler og klaverer priser og medaljer på udstillinger i New York City, London og Paris. I 1862 havde Steinways flygler vundet mere end 35 medaljer.
Omkring 1870-80 etablerede William Steinway (født Wilhelm Steinweg, søn af Heinrich Engelhard Steinweg) et lokalsamfund ved navn Steinway Village i det område, der i dag hedder Astoria i Queens, New York City. Steinway Village blev bygget som en selvstændig by og indeholdt en ny fabrik (stadig i brug i dag) med sine egne jernstøberier, posthuse, parker og huse til de ansatte. Steinway Village blev senere en del af Long Island City. Steinway Street – en af de store veje i Astoria og Long Island Citys del af Queens – er opkaldt efter virksomheden.
For at nå europæiske kunder, som ønskede Steinway-flygler og -klaverer, etablerede William Steinway og C.F. Theodore Steinway (født Christian Friedrich Theodor Steinweg, søn af Heinrich Engelhard Steinweg) i 1880 en ny fabrik i Hamborg. Steinways første fabrik i Tyskland fik adresse på Schanzenstraße i den vestlige bydel Sankt Pauli i Hamborg. C.F. Theodore Steinway blev leder af den tyske fabrik, og William Steinway rejste tilbage til fabrikken i Queens. Til trods for den store distance mellem fabrikkerne i Hamborg og Queens udvekslede de regelmæssigt erfaringer om bl.a. patenter og teknik. Over en tredjedel af Steinways patenterede opfindelser er gjort af C.F. Theodore Steinway.
I 1883 skrev den ungarske komponist og pianist Franz Liszt i et brev til Steinway: "Kære hr. Endnu en gang skylder jeg Dem mange og særligt tak. Det nye Steinway-flygel er et prægtigt mesterværk i styrke, klang, syngende kvalitet og fuldkommen harmoniske effekter, der giver glæde selv til mine gamle, snart klaver-trætte fingre. Vedvarende succes forbliver det verdensberømte firma Steinway & Sons' smukke attribut. I Deres brev, hr., omtaler De nogle fornyelser ved flyglet, f.eks. at den vibrerende krop bliver bøjet i form ud af et enkelt stykke, og at den del af strengene, der tidligere lå død, nu tager del heri og således er tilføjet som særlige toner til grundtonen. Deres nytte er eftertrykkeligt garanteret af opfinderens navn. På grund af mit ukendskab til mekanismen ved klaverkonstruktion kan jeg kun beundre det pragtfulde resultat i styrke og fuldkommenhed. Med hensyn til anvendelsen af Deres meget velkomne sostenuto-pedal sender jeg Dem som bilag to eksempler: 'Danse des Sylphes' (Ballet des Sylphes fra La damnation de Faust), af Berlioz, og nr. 3 af mine 'Consolations'. Jeg har i dag nedskrevet kun de indledende takter af begge stykker tillige med den kommentar, at, såfremt De ønsker det, jeg gerne vil fuldende hele transskriptionen med nøjagtig tilpasning til Deres sostenuto-pedal."
I 1890 blev Steinway for første gang kongelig hofleverandør. Det var dronning Victoria af Storbritannien, som udnævnte Steinway til kongelig hofleverandør. Året efter blev Steinway også hofleverandør til Prinsen af Wales og andre kongelige og adelige personer. De efterfølgende år blev Steinway udnævnt til kongelig og kejserlig hofleverandør i Italien, Norge, Persien, Portugal, Rumænien, Rusland, Spanien, Sverige og Tyrkiet.

### Steinway Halls
I årene 1864-66 førte William Steinway tilsyn med opførelsen af Steinway Hall på East 14th Street på Manhattan i New York City. Det kostede $200.000 dollars at bygge Steinway Hall. Det indeholdt den anden største koncertsal i New York City og showrooms til Steinways flygler og klaverer. Koncertgæster måtte gå gennem showrooms for at komme til koncertsalen – en måde at markedsføre Steinways instrumenter på. Salget steg med over 400 instrumenter i 1867. Steinway Hall blev hurtigt en stor del af New York Citys kulturelle liv og husede New York Philharmonic i 25 år, indtil Carnegie Hall åbnede i 1891.
I 1925 lukkede Steinway Hall på East 14th Street, og et nyt Steinway Hall åbnede på West 57th Street. I 2013 solgte Steinway sit Steinway Hall på West 57th Street for $46 millioner dollars og flyttede ud af bygningen i slutningen af 2014. I 2016 åbnede et nyt Steinway Hall på Sixth Avenue.
Et andet Steinway Hall åbnede i London i 1875. Det havde først adresse på Wigmore Street, i 1924 flyttede det til St. George Street, og senere flyttede det til sin nuværende adresse på Marylebone Lane.

### Udvidelse
I 1857 begyndte Steinway at fremstille specialdesignede flygler og -klaverer designet af kunstnere. I 1903 blev Steinways flygel nummer 100.000 givet som en gave til Det Hvide Hus; det er dekoreret af kunstmaleren Thomas Dewing. Dette flygel blev udskiftet i 1938 med Steinways flygel nummer 300.000, hvilket den dag i dag stadig findes i Det Hvide Hus. Flyglet er normalt placeret i det største lokale i Det Hvide Hus, East Room.
Senere begyndte Steinway at fremstille selvspillende flygler og klaverer. Adskillige systemer såsom Welte-Mignon, Duo-Art og Ampico blev anvendt. Gennem 1920'erne havde Steinway solgt op til 6.000 instrumenter pr. år. I 1929 konstruerede Steinway et flygel med to klaviaturer. Det havde 164 tangenter og 4 pedaler. (I 2005 restaurerede Steinway dette flygel).
Under 2. verdenskrig modtog Steinways fabrik i Queens ordrer fra De Allierede om at bygge svævefly af træ til at transportere tropper bag fjendens linje. Få normale flygler og klaverer kunne fremstilles under krigen. Steinway konstruerede den specielle klavermodel kaldet Victory Vertical eller G.I. Piano for at bringe musik til soldaterne. Det var et lille olivengrønt klaver med en matchende taburet, der var designet til at blive kastet ud med faldskærm fra et fly.
Fabrikken i Hamborg kunne sælge få flygler og klaverer under 2. verdenskrig. Ikke flere end 100 instrumenter om året forlod fabrikken. I de senere år af krigen blev Steinway beordret til at give alt forarbejdet og tørret træ fra sit tømmerværft til brug for krigsproduktion. I et luftangreb over Hamborg blev Steinways fabrik ramt af adskillige bomber og blev næsten udslettet. Efter krigen renoverede Steinway fabrikken i Hamborg med hjælp fra Marshallplanen.
I 1988 byggede Steinway sit flygel nummer 500.000. Flyglet er designet af kunstneren Wendell Castle. Navnene på de 832 pianister og 90 ensembler på Steinway Artist-listen fra 1987 er skrevet på flyglet, deriblandt Vladimir Horowitz og Billy Joel.
I 1994 lancerede Steinway C.F. Theodore Steinway Academy for Concert Technicians, også kendt som Steinway Academy, ved Steinways fabrik i Hamborg. På Steinway Academy kan erfarne flygel-/klaverstemmere fra hele verden få efteruddannelse i at stemme og servicere flygler og klaverer.

### Seneste historie
Ved år 2000 havde Steinway fremstillet sit instrument nummer 550.000.
I 2003 fejrede Steinway sit 150 års jubilæum i Carnegie Hall med en serie af koncerter over tre dage med optræden af bl.a. pianisterne Art Garfunkel, Herbie Hancock, Ahmad Jamal og Randy Newman. Den første koncert indeholdt klassisk musik, den anden jazz og den tredje pop. Som en del af 150 års jubilæet skabte modedesigneren Karl Lagerfeld et specialdesignet Steinway-flygel.
I 2005 fejrede Steinway sit 125 års jubilæum for etableringen af Steinway-fabrikken i Hamborg. I fejringen indgik en koncert i koncerthuset Laeiszhalle i Hamborg med optræden af pianisterne Vladimir og Vovka Ashkenazy, Detlef Kraus samt Lang Lang. 1.800 personer fra 33 lande overværede koncerten. Som en del af 125 års jubilæet skabte grev Albrecht von Goertz et specialdesignet Steinway-flygel.
Et virtuelt piano, i form af et computerprogram, der kan afspille en optagelse af et rigtigt piano, blev lanceret i 2008 af Garritan.
Indtil sin død 18. september 2008, i en alder af 93 år, arbejdede Henry Z. Steinway (oldebarn af Heinrich Engelhard Steinweg) stadig ved Steinway. Henry Z. Steinway repræsenterede Steinway-familien ved offentlige anledninger. Han begyndte ved virksomheden i 1937 efter at have færdiggjort sin uddannelse på Harvard University. Han var det sidste Steinway-familiemedlem, som var direktør for virksomheden.
I 2015 fremstillede Steinway sit flygel nummer 600.000. Flyglet indeholder en Fibonacci-spiral og er udført med ibenholt-finer. Det tog 6.000 timers arbejde over 4 år at bygge flyglet. Flyglet blev sat til salg for $2,4 millioner dollars.

## Affilierede

### Pianister
William Steinway engagerede den russiske pianist Anton Rubinstein til at spille Steinways flygler under sin første og eneste amerikanske koncerttourne i årene 1872-73 med 215 koncerter i løbet af 239 dage. Det var en succes for både Rubinstein og Steinway, og således var konceptet Steinway Artists skabt. Senere havde den polske pianist Ignacy Jan Paderewski sin koncerttourne gennem USA med 107 koncerter på Steinway-flygler i løbet af 117 dage.
På verdensplan er ca. 2.000 pianister officielle Steinway Artists, hvilket betyder, de har valgt at spille udelukkende på Steinway-flygler, og at de hver ejer et Steinway-flygel. Steinway Artists modtager ikke betaling fra Steinway. Steinway Artists kommer fra forskellige musikgenrer: klassisk, jazz, pop og rock. Nogle få eksempler på Steinway Artists er Daniel Barenboim, Harry Connick Jr., Billy Joel, Diana Krall, Lang Lang og Randy Newman, og nogle få eksempler på såkaldte Immortal Steinway Artists er Irving Berlin, Benjamin Britten, George Gershwin, Vladimir Horowitz, Cole Porter og Sergej Rachmaninov.
Størstedelen af verdens koncertsale har Steinway-flygler.

### Musikkonservatorier og universiteter
Titlen All-Steinway School gives af Steinway til musikkonservatorier og universiteter, hvor pianiststuderende undervises på flygler og klaverer, der udelukkende er fra Steinway. Steinway forærer ikke sine instrumenter, men kræver at uddannelsesinstitutionerne køber dem.
The Oberlin Conservatory of Music i USA har det længste partnerskab med Steinway. De har benyttet udelukkende Steinway-flygler siden 1877 – 24 år efter Steinway blev grundlagt. I 2007 anskaffede de sig deres Steinway-flygel nummer 200, der blev fremstillet på Steinways fabrik i Hamborg. Andre eksempler på All-Steinway Schools er Yale University i USA, Curtis Institute of Music i USA, University of London i England, University of Melbourne i Australien og Central Conservatory of Music i Kina.
I 2007 fik State University of New York i USA titlen som All-Steinway School, da de modtog deres ordre på 141 Steinway-instrumenter til i alt $3,8 millioner dollars. I 2009 blev The University of Cincinnati – College-Conservatory of Music i USA tildelt titlen som All-Steinway School baseret på en ordre på 165 Steinway-instrumenter til i alt $4,1 millioner dollars – en af de største ordre Steinway nogensinde har modtaget.
Der er ca. 200 All-Steinway Schools rundt om i verden.

### Pianistkonkurrencer
Adskillige internationale pianistkonkurrencer benytter udelukkende Steinway-flygler. Steinway har været valgt eksklusivt af pianistkonkurrencer som f.eks. Van Cliburn International Piano Competition i USA, Gina Bachauer International Piano Competition i USA, International Johann Sebastian Bach Competition i Tyskland, International Schubert Competition i Tyskland, Tomassoni International Piano Competition i Tyskland, Queen Elisabeth Competition i Belgien, Ferruccio Busoni International Piano Competition i Italien og Long-Thibaud-Crespin Competition i Frankrig.

## Priser og medaljer
Steinway-virksomheden og dens ledere har modtaget adskillige priser og medaljer, deriblandt følgende:
- I 1839 deltog Heinrich Engelhard Steinweg med tre klaverer i en udstilling i Braunschweig og vandt guldmedalje.[28]
- I 1855 deltog Steinway i Metropolitan Mechanics Institutes messe i Washington D.C. og vandt 1. pris.[107][108]
- I 1855 udstillede Steinway på American Institute Exhibition i New York Crystal Palace og vandt guldmedalje. En journalist skrev følgende om Steinway: "Deres hammerklaverer er karakteriseret ved en stor kraftig tone, en dybde og rigdom i bassen, en fyldig klang i det midterste register og brilliant klarhed i diskanten, hvilket gør en skala perfekt egal og usædvanlig melodiøs hele vejen igennem. I anslag er de alle, som man kunne ønske."[c][109]
- I årene 1855-62 vandt Steinways flygler 35 medaljer alene i USA, og siden da deltog Steinway kun i internationale udstillinger.[20][23]
- I 1862 sejlede Steinway to hammerklaverer og to flygler til England (to til Liverpool og to til London) til verdensudstillingen International Exhibition. Steinway vandt 1. pris.[23]
- I 1867 vandt Steinway tre priser ved Exposition Universelle i Paris: The Grand Gold Medal of Honour, The Grand Annual Testimonial Medal og et æresmedlemskab af Société Nationale des Beaux-Arts. Disse priser vundet i Europa forøgede efterspørgslen på Steinways instrumenter, og Steinway valgte derfor at etablere et Steinway Hall i London. Exposition Universelle i 1867 medførte, at Steinway blev det førende flygel- og klavermærke i Europa.[23][25]
- I 1876 modtog Steinway ved Centennial Exhibition i USA de to højeste priser og et certifikat fra dommerne, der viste en bedømmelse på 95,5 point ud af i alt 96 mulige point.[110]
- I 1885 modtog Steinway guldmedaljen ved International Inventions Exhibition i London og den store guldmedalje af Royal Society of Arts i London.[84]
- I 2007 blev National Medal of Arts tildelt Henry Z. Steinway og overrakt af USA's præsident George W. Bush ved en ceremoni i Det Hvide Hus. Henry Z. Steinway modtog medaljen for "... sin hengivenhed til at bevare og promovere kvalitetsmæssig handværk og udførelse som en mæcen og fortaler for musik og musikuddannelse og for at fortsætte Steinway-flyglets fine tradition..."[d][111]
- I 2014 modtog Steinway Red Dot Design Award for det specialdesignede flygel Arabesque. Juryen skrev: "Arabesques design imponerer gennem elegance og særpræg. Således komplementerer det fortræffeligt denne berømte fabrikationsvirksomheds førsteklasses-produktion."[e][112]

## Patenterede opfindelser
Steinway er blevet tildelt 126 patenter inden for flygelkonstruktion; det første patent i 1857. Nogle eksempler herpå:
- Patent nr. 26.532 (20. december 1859):[113][115]
Basstrengene er over diskantstrengene for at opnå mere længde og dermed større tonemæssig kvalitet.[116] Opfindelsen vandt 1. pris ved International Exhibition i London i 1862.[117] I dag er opfindelsen kopieret af stort set alle andre flygel- og klavervirksomheder.[118]
- Patent nr. 126.848 (14. maj 1872):[113][115]
Steinway opfandt dupleks-skalaen ud fra princippet om at muliggøre en fri svingende del i begge ender af strengen, der bliver anslået. Resultatet er en lang række fyldige overtoner – en af karakteristikkerne ved Steinways klang.[119][120]
- Patent nr. 127.383 (28. maj 1872):[113][115]
I et Steinway-flygel hviler jernrammen på trædyvler uden at røre klangbunden. Derved opstår et hulrum, som forstærker resonansen.[121]
- Patent nr. 156.388 (27. oktober 1874):[113][115]
Steinway opfandt den midterste pedal, kaldet sostenuto-pedalen. Sostenuto-pedalen giver pianisten mulighed for at lave det, der hedder et orgelpunkt, ved at holde en tones dæmper, eller flere toners dæmpere, oppe. Disse specifikke toner fortsætter med at klinge, mens andre toner kan blive spillet uden at fortsætte med at klinge.[116]
- Patent nr. 170.645 (30. november 1875):[113][115]
Steinways Regulation Action Pilot, også kendt som Capstan Screw, løfter den del, der fører hammeren mod strengen. Steinways opfindelse er regulerbar og forenkler arbejdet med at ændre et flygels mekanik, så det passer til den enkelte pianists behov og ønsker.[122]
- Patent nr. 233.710 (26. oktober 1880):[123][124]
Steget, også kendt som broen, overfører strengenes vibration til klangbunden. I et Steinway-flygel består steget af vertikalt limede lamineringer; et princip der sikrer, at vibrationerne nemt udvikles og videreføres.[125]
- Patent nr. 314.742 (31. marts 1885):[123][124]
Steinway-flyglers kant består af lag af ahorn og mahogni,[126] der er presset og bøjet i form i én proces.[127][128]
- Patent nr. 2.051.633 (18. august 1936):[124][129]
Klangbunden minder om en membran. Den specielle form, der gradvis bliver tyndere fra midten til siderne, giver stor fleksibilitet og friere vibration hen over klangbunden.[130][131]
- Patent nr. 3.091.149 (25. maj 1963):[132][133]
Stemmestokken er specielt designet til at holde instrumentet i stemning i længere tid. Steinway anvender seks limede lag af træ med stærk struktur placeret i en vinkel på 45°.[134]

## Musik
Steinway-flygler har været anvendt i mange koncerter og musikoptagelser. Nogle få eksempler herpå:
- Den polske pianist og politiker Ignacy Jan Paderewski spiller på et Steinway-flygel,[135] vals i cis-mol, op. 64, nr. 2, komponeret af Frédéric Chopin. (Studieindspilning fra 1917).
- Den russiske komponist og pianist Sergej Rachmaninov spiller på et Steinway-flygel,[136] vals i Es-dur, op. 18, komponeret af Frédéric Chopin. (Studieindspilning fra 1921).
- Det Hvide Hus' Steinway-flygel fra 1938.[137][138] Den amerikanske musiker og skuespiller Lin-Manuel Miranda (rapper) og den amerikanske musiker Alex Lacamoire (pianist) fremfører The Hamilton Mixtape, komponeret af Lin-Manuel Miranda, ved Evening of Poetry, Music & the Spoken Word i Det Hvide Hus. (Koncertoptagelse fra 2009).
- Den amerikanske musiker og skuespiller Harry Connick Jr. og hans band spiller When the Saints Go Marching In. Harry Connick Jr. spiller på et Steinway-flygel.[139][140] (Koncertoptagelse fra 2010).

Er der problemer med lyden? Se da eventuelt Hjælp:Ogg Vorbis eller "Media help" (engelsk)

## Galleri
- Steinway-flygel fra 1868 i Metropolitan Museum of Art.
- Specialdesignet Steinway-flygel givet som gave til Det Hvide Hus i 1903.
- Den amerikanske entertainer Liberaces specialdesignede Steinway-flygel.
- Den ungarske komponist og pianist Franz Liszts Steinway-flygel.
- Den polske pianist og politiker Ignacy Jan Paderewskis Steinway-flygel.
- Den tyske komponist Richard Wagners Steinway-flygel.
- Den engelske forfatter Agatha Christies Steinway-flygel.
- Steinway-flygels interiør.